# ویلیام هوپ (هنرپیشه)
ویلیام هوپ (انگلیسی: William Hope؛ زادهٔ ۱۹۵۵) یک هنرپیشه اهل کانادا است. وی از سال ۱۹۸۱ میلادی تاکنون مشغول فعالیت بوده‌است.
از فیلم‌ها یا برنامه‌های تلویزیونی که وی در آن نقش داشته است می‌توان به بیگانه‌ها، شرلوک هولمز، تریپل اکس، در امتداد درخشش، طبقات تاریک، واکر و قدم‌زدن با دشمن اشاره کرد.